# Zhang Deshun
Zhang Deshun, född 21 februari 1996, är en friidrottare från Kina. Hon deltog vid olympiska sommarspelen 2020 och olympiska sommarspelen 2024.